# Bupyeong-gu
Bupyeong là một quận và một trong 10 đơn vị hành chính của thành phố Incheon, Hàn Quốc. Bupyeong có diện tích 31,98 km², và dân số là 553.961 người..
Bupyeong được biết đến với việc có một trong các nhà máy chế tạo lớn nhất của GM Korea, và Trung tâm Thiết kế GM Korea 6.500 m². Ga Bupyeong là điểm giáo của Tuyến tàu điện ngầm Incheon số 1, và tuyến tàu điện ngầm Korail số 1. Chợ ngầm Bupyeong nằm trên địa bàn quận. Bupyeong-gu trở thành quận vào năm 1995 khi 'Buk-gu' chia thành 'Gyeyang-gu' và 'Bupyeong-gu'.

## Hành chính
- Bupyeong 1 -6 Dong
- Sangok 1 to 4 Dong
- Bugae 1 -3 Dong
- Cheongcheon 1 -2 Dong
- Galsan 1 -2 Dong
- Samsan 1 -2 Dong
- Sipjeong 1 -2 Dong
- Ilsin-dong (chia thành Ilsin-dong và Gusan-dong)